# Martin Aldridge
Martin James Aldridge (Northampton, 6 dicembre 1974 – Oxford, 30 gennaio 2000) è stato un calciatore britannico, di ruolo attaccante.

## Carriera
Da ragazzo entra nelle giovanili del Coventry City, ma dal 1990 non ne farà più parte. Dopo aver fatto esperienza anche con Ford Sports Daventry e Braunston Rangers, si unisce al Northampton Town, squadra della sua città, con cui giocherà dal 1993 al 1995. Giocherà anche con Dagenham & Redbridge, Oxford United, Southend United, Blackpool, Port Vale e Rushden & Diamonds. Il 30 gennaio 2000, viaggiando verso Northampton, è vittima di un incidente e, dopo essere stato trasportato all'ospedale di Oxford, muore all'età di soli 25 anni.